# Самарийдодекацинк
Самарийдодекацинк — бинарное неорганическое соединение
самария и цинка
с формулой Zn12Sm,
кристаллы.

## Получение
- Сплавление стехиометрических количеств чистых веществ:

{\displaystyle {\mathsf {Sm+12Zn\ {\xrightarrow {760^{o}C}}\ Zn_{12}Sm}}}

## Физические свойства
Самарийдодекацинк образует кристаллы
тетрагональной сингонии, пространственная группа I 4/mmm, параметры ячейки a = 0,8930 нм, c = 0,5214 нм, Z = 2,
структура типа додекамарганецтория ThMn12
.
Соединение образуется по перитектической реакции при температуре 760 °C
.